# Daniel Armstrong (Fußballspieler)
Daniel „Danny“ Armstrong (* 10. Oktober 1997 in Taunton, England) ist ein schottischer Fußballspieler, der bei Dinamo Bukarest in Rumänien unter Vertrag steht.

## Karriere

### Verein
Daniel Armstrong begann seine Karriere als Jugendfußballer beim schottischen Verein Hamilton Academical. Nach fast zehn Jahren im Verein wurde Armstrong im Oktober 2015 von den Wolverhampton Wanderers aus England unter Vertrag genommen und einigte sich auf einen Dreijahresvertrag. Nachdem Armstrong hauptsächlich für die Jugendmannschaften des Vereins gespielt hatte, darunter in der U21 und U23 in der Premier League 2, wurde er Ende Januar 2018 an den schottischen Zweitligisten Dunfermline Athletic ausgeliehen. Seinen ersten Einsatz für den Verein absolvierte er als Einwechselspieler bei einem 0:0-Unentschieden gegen den FC Livingston am 10. Februar 2018. In der Rückrunde der Saison 2017/18 kam er auf insgesamt sechs Ligaspiele. Nach der Leihe kehrte er nicht nach Wolverhampton zurück. Anschließend unterschrieb Armstrong einen befristeten Vertrag über wenige Monate bei den Raith Rovers aus der dritten schottischen Liga. In seinem zweiten Ligaspiel traf er doppelt bei einem 3:1-Auswärtssieg gegen Stenhousemuir. Im Dezember 2018 traf er in drei aufeinanderfolgenden Spielen gegen Montrose, Dumbarton und Arbroath jeweils einmal in das gegnerische Tor. Bis Januar 2019 konnte der Offensivspieler in neun Ligaspielen für den Verein aus Kirkcaldy fünf Tore erzielen.
Im Januar 2019 wechselte Armstrong zum schottischen Zweitligisten Ross County. Er erzielte bei seinem Debüt gegen den FC East Fife im Challenge Cup ein Tor. Im Finale in dem es einen 3:1-Sieg gegen Connah’s Quay Nomads gab wurde Armstrong für Michael Gardyne eingewechselt. In der Zweiten Liga wurde Armstrong Meister und stieg in die erste Liga auf. Dabei kam er persönlich auf sechs Spiele. Armstrong verließ Ross County im September 2019 und kehrte einen Monat später zu den Raith Rovers zurück. In seiner ersten Saison nach seiner Rückkehr gewann er mit dem Rovers 2020 den Challenge Cup und den Drittligatitel. Nach zwei Jahren wechselte Armstrong zum FC Kilmarnock, mit dem er direkt in die Scottish Premiership aufstieg. Fortan spielte er mit dem Verein erstklassig und war dabei stets Stammspieler. Nach vier Saisons in Kilmarnock unterschrieb Armstrong im Juni 2025 einen Vertrag in Rumänien bei Dinamo Bukarest.

### Nationalmannschaft
Daniel Armstrong absolvierte im Jahr 2012 ein Länderspiel für die schottische U-16-Nationalmannschaft gegen Polen.